# Notomicrus nanulus
Notomicrus nanulus là một loài bọ cánh cứng trong họ Noteridae. Loài này được LeConte miêu tả khoa học đầu tiên năm 1863.